# Helen Oyeyemi
Helen Oyeyemi (* 10. prosince 1984) je britská autorka románů a povídek a držitelka několika literárních cen. Od roku 2014 žije v Praze.

## Život
Helen Oyeyemi pochází z města Ibadan ležícího na jihozápadu Nigérie. Ve svých čtyřech letech se však společně s rodinou přestěhovala do Londýna.
Již jako osmnáctiletá v období střední školy napsala svůj první román The Icarus Girl (2005). V mládí uvažovala o studiích filmové školy nebo psychologie, vystudovala však sociální vědy a politologii na Univerzitě v Cambridgi.
Oyeyemi navštívila mnoho evropských měst, její oblíbenou destinací je také například Japonsko . V roce 2014 se ale usadila v Praze, již chce také jako téma zakomponovat do jedné z chystaných knih.

## Dílo

### Romány
- The Icarus Girl (2005)
- The Opposite House (2007)
- White Is for Witching (2009)
- Mr. Fox (2011)
- Boy, Snow, Bird (2014), v češtině vyšlo jako Dívka jménem Boy (2016)
- Gingerbread (2019), v češtině vyšlo jako Perník (2021)[4]
- Peaces (2021)

### Divadelní hry
- Juniper's Whitening (2004)
- Victimese (2005)

### Sbírky povídek
- What Is Not Yours Is Not Yours (2016)